# Mara Wilson
Mara Elisabeth Wilson (* 24. červenec 1987, Los Angeles, USA) je americká divadelní a bývalá filmová herečka.

## Počátky
Narodila se v Los Angeles do rodiny Michaela a Suzie Shapiro Wilsonových. Pochází z pěti sourozenců, z nichž tři jsou starší bratři (Danny, Jon a Joel) a jedna mladší sestra (Anne). Její matka zemřela v roce 1996 v průběhu natáčení filmu Matilda, který byl věnován její památce.
Vystudovala Idyllwild Arts Academy a University of New York, obor drama. V jednom rozhovorů přiznala, že jí filmové herectví nebavilo a proto jej ukončila. Dnes[kdy?] se věnuje pouze divadelnímu herectví.

## Kariéra
Před kamerou se objevila poprvé v roce 1993 a to konkrétně ve filmu Táta v sukni, kde ztvárnila nejmladší z dětí hlavního hrdiny. Dále účinkovala například ve snímku Zázrak v New Yorku a také ve filmu Matilda, kam si jí vybral režisér Danny DeVito.
Před upřednostněním studií před hereckou kariérou si zahrála například ještě v seriálu Melrose Place či ve snímku Stačí si přát.

## Ocenění
Za film Matilda sklidila několik významných cen, ke kterým patří ShoWest Award, YoungWest Award a Young Artist Award. Nominována byla i na Saturn Award.

## Filmografie

### Filmy
- 1993 – Táta v sukni
- 1994 – Zázrak v New Yorku
- 1996 – Matilda
- 1997 – Stačí si přát
- 2000 – Thomas and the Magic Railroad

### Televizní filmy
- 1994 – A Time to Heal
- 1999 – Balloon Farm

### Seriály
- 1993 – Melrose Place
- 1996 – Pearl
- 1999 – Batman Beyond
- 2012 – Nostalgia Critic: recenze filmu A Simple Wish
- 2012 – Nostalgia Chick: recenze filmu Matilda